# Cercle Pasteur Montargis
Le Cercle Pasteur Montargis ou CPM est un club omnisports français fondée en 1895 et situé à Montargis dans le département du Loiret et la région Centre-Val de Loire. Il regroupe aujourd'hui quatre disciplines : la gymnastique, le tennis de table, l'escrime et le tir.
L'idéogramme est constitué des lettres « CPM » rouges serties d’un anneau rouge.

## Histoire
Le 1er décembre 1895, le Cercle Pasteur est créé par Octave Dupont, fils d'un sabotier et d'une sage-femme. Il est par ailleurs le directeur de l'école des garçons de Montargis.
Le 8 décembre 1895 a lieu la première assemblée générale. Celle-ci est présidée par Jules Poisson. Cinquante-trois personnes sont présentes. Elles définissent les statuts, l’âge des membres actifs et le montant des cotisations du Cercle.
Le développement du Cercle Pasteur est très rapide entre 1895 et 1905, il propose des récréations physiques et intellectuelles, soit gymnastique, escrime, tir à la carabine, tennis, excursions en forêt, jeux de croquet, échecs, football,… soit des conférences, lectures particulières ou en commun, chimie, charades,…
Dès 1896, confronté à d’autres sociétés de tirs montargoises, le Cercle Pasteur remporte de nombreux prix. Les élus locaux et les représentants de l’État lui accorde des subventions.
Vers 1910, les membres actifs du Cercle Pasteur sont au nombre de 300 à 400 jeunes gens. Les ressources financières étant florissantes, un fonds de réserve apporte des secours aux membres anciens et présents en cas d’accident ou de chômage.
Octave Dupont prend sa retraite en 1910. Léon Flattet lui succède. 
En parallèle, de jeunes montargois rêvant d’indépendance face à l’emprise du Cercle créeront l'Union Sportive Montargoise (USM), basée sur d’autres idéologies, séparant culture sportive et instruction.

## Gymnastique

### Historique

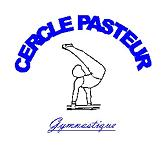
Emblème de la section Gymnastique

C’est sous l’impulsion de Roger Girardy qu’une véritable section de gymnastique est créée en 1928 lorsque ce dernier enseigne au collège des garçons et à l’école professionnelle Durzy, aux sections du Cercle Pasteur et du club Femina.
Grâce à lui, la société d’éducation physique Femina, fondée en 1927, prend en très peu de temps une grande place dans les sociétés laïques du Loiret. En  effet, l’univers sportif du Cercle Pasteur et de l’U.S.M. est au début du siècle exclusivement masculin.
Outre la participation à des épreuves départementales, régionales et à des fêtes, le club Femina Montargis est présent dans les grandes compétitions nationales et internationales organisées par la fédération française de gymnastique.
Femina reçoit des prix d’excellence et se démarque de participantes venant du Luxembourg, de Suisse ou bien de Prague lors par exemple de la 19e fête de Dijon en 1938.
Malheureusement, la guerre en septembre 1939 arrête brusquement l’essor du Club Femina. 

### Époque moderne
Marcel Heinrich, ancien gymnaste, est président de la section gymnastique du Cercle Pasteur.  
Le Cercle Pasteur Gymnastique a été sacré 5e meilleur club de France par la Fédération Française de Gymnastique en 2005 au classement annuel des Clubs Français.
En 2002, GymaWeb, le site officiel du Cercle Pasteur Gymnastique est lancé.

## Tennis de table

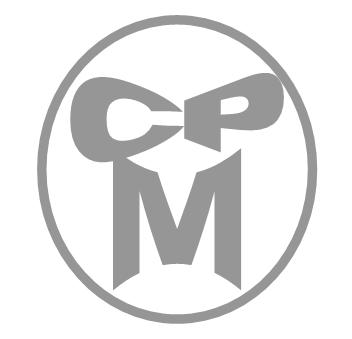
Emblème de la section de Tennis de table.

Jackie Delaveau est président de la section.
En 2006, la section est composée d'environ 70 adhérents. Le club est affilié à la fédération française de tennis de table (FFTT) ainsi qu'à la section UFOLEP.

## Escrime
Pratique de l'escrime aux trois armes : fleuret, épée, sabre.

## Tir
Alain Simon est le président de la section.
Le club est ouvert : 
Le mercredi 
Le Samedi 
Le Dimanche